# سایکدلیک ترنس
سایکدلیک ترنس (به انگلیسی: Psychedelic trance) یا به اختصار سای ترنس گونه‌ای از انواع موسیقی الکترونیک است که توسط قرار گرفتن ریتم‌های ترکیبی و لایه‌های پیچیده‌ای از جمله‌های ساخته شده در سرعت‌های بالا مشخص می‌گردد.این سبک ابتدا در سال ۱۹۹۵ از انگلیس هنگامی به جریان اصلی موسیقی معرفی شد که خبرگزاری‌های انگلیسی شروع به گزارش کردن از روند انفجاری موسیقی گوا ترنس کردند.از آن هنگام سبک فوق به صورتهای گوناگونی عرضه شده‌است و در حال حاضر تنوع قابل توجهی از نظر خلق و خو در سرعت و سبک ارائه می‌کند. به عنوان مثال بعضی از انواع آن عبارتند از : ملودیک، دارک، پراگرسیو، سای اومی و سای بینت.
ترنس گوای اصلی با گوای مد قدیمی غالباً توسط سینث‌سایزرهای ماژولار و نمونه‌بردارهای سخت‌افزاری ساخته می‌شدند، ولی امروزه سایکدلیک ترنس مدرن به‌طور معمولی با نرم‌افزارهای نمونه بردار رده وی اس تی و آ یو ساخته می‌شوند. استفاده از سینث‌سایزرهای آنالوگ راهی بود برای استفاده از سازهای دیجیتالی آنالوگ مجازی مانند نوردلید، اکسس وایروس، کورگ ام اس ۲۰۰۰ و رولند جی پی۸۰۰۰ راهی بودند برای شکل‌گیری وی اس تی و آ یوهای کامپیوتری مانند رآکتور محصول شرکت نیتیو اینسترومنتس. آن‌ها معمولاً توسط رابط دیجیتالی سازهای موسیقی درون ایستگاه کار دیجیتالی صدا کنترل می‌شوند. تأکید بر روی نواهای ترکیب شده خالص و ملودیهای تکنوازی است. محدوده سرعت در سرتاسر طیف بسته به سبک و مشی یا روش هر تهیه‌کننده دارد گرچه شایع‌ترین ضرباهنگ برای این سبک بین ۱۴۰ و ۱۵۰ ضرب در دقیقه می‌باشد.